# Lijst van burgemeesters van Angerlo
Dit is een lijst van burgemeesters van de voormalige Nederlandse gemeente Angerlo in de provincie Gelderland.
| Ambtsperiode | Naam burgemeester                                           | partij of stroming | Bijzonderheden                                                             |
| ------------ | ----------------------------------------------------------- | ------------------ | -------------------------------------------------------------------------- |
| 1811 - 1838  | Jurjen Jansen                                               |                    |                                                                            |
| 1839 - 1845  | Menso Alting Valckenier                                     |                    | keizerlijk notaris en griffier van vredegerecht                            |
| 1845 - 1860  | Mr. W. baron van Heeckeren tot Kell                         | liberaal           | vader van A. baron van Heeckeren van Kell                                  |
| 1860 – 1892  | Jhr. C.M. Brantsen van Zijp                                 | antirevolutionair  | werd na de dood van zijn vader in 1899 baron                               |
| 1892 - 1895  | Jacobus Catharinus de Jonckheere                            |                    | later burgemeester van Hellendoorn                                         |
| 1895 - 1903  | H.J. Tiemens                                                |                    |                                                                            |
| 1903 - 1910  | Mr. A. baron van Heeckeren tot Kell                         | ARP                | later burgemeester van Ede; zoon van W. baron van Heeckeren van Kell       |
| 1910 - 1918  | Willem Cornelis Arriëns                                     |                    | later burgemeester van Vorden                                              |
| 1918 - 1920  | Jhr. Henri Maria Joseph Franciscus Edmundus van Grotenhuis  |                    | broer van jhr. R.M.J.F.L. van Grotenhuis                                   |
| 1920 - 1925  | Petrus Antonius Schaepman                                   | RKSP               | later burgemeester van Borne                                               |
| 1925 - 1929  | Mr. dr. P.A.F. Blom                                         | RKSP               | later burgemeester van Bergen op Zoom                                      |
| 1929 - 1941  | Jhr. Rudolf Maria Jozef Franciscus Liberatus van Grotenhuis | RKSP               | later burgemeester van Groesbeek, broer van jhr. H.M.J.F.E. van Grotenhuis |
| 1942 - 1944  | A. Pinkster                                                 | NSB                |                                                                            |
| 1944 - 1945  | L.H. van Rijn                                               | NSB                | waarnemend                                                                 |
| 1946 - 1968  | C.G.M. van Riel                                             | KVP                |                                                                            |
| 1969 - 1975  | H.J. Geurts                                                 | KVP                |                                                                            |
| 1976 - 1989  | J.J.H. Cornielje                                            | KVP/CDA            |                                                                            |
| 1990 - 2001  | Koert Post                                                  | CDA                | was burgemeester van Oldekerk                                              |
| 2001 - 2005  | Mr. C. van der Vliet                                        | CDA                | waarnemend                                                                 |